# Pomník Josefa Jungmanna
Pomník Josefa Jungmanna tvoří dominantu Jungmannova náměstí v Praze 1, na křižovatce Jungmannovy ulice a ulice 28. října.

## Historie

Celkový pohled na pomník

Stavbu pomníku Josefa Jungmanna inicioval František Palacký, předseda Svatoboru, spolu se svým zetěm Františkem Ladislavem Riegerem roku 1866. Oslovili sochaře Václava Levého, který v té době pracoval v Římě, a architekta Antonína Barvitia. Levý studoval sochy ve Vatikánu a vytvořil skicu a malý model sochy. K vyobrazení Jungmanna jako sedící postavy se svitkem a perem se Levý inspiroval u soch Menandra a Posidippa ve Vatikánu. Podobu tváře převzal z Jungmannova portrétu malíře Antonína Machka z roku  1833. Práce na pomníku byla přerušena Levého onemocněním a náhlou smrtí roku 1870. Zakázku pak převzal Levého přítel a spolupracovník Ludvík Šimek, který použil původní skicu, předložil dvě varianty a sochu roku 1872 dokončil. Základní kámen k pomníku položil roku 1873 první předseda spolku Svatobor František Palacký. Socha byla odlita ve Vídni, podstavec podle návrhu Antonína Barvitia zhotovila firma Erhard Ackermann z bavorského Weisenstadtu.
Pomník byl slavnostně odhalen 15. května 1878 za účasti stovek spolků a cechů a tisíců občanů včetně venkovanů v krojích. Koncertoval spolek Hlahol a hlavní projev přednesl druhý předseda Svatoboru František Ladislav Rieger. Při této příležitosti byl Františkánský plácek přejmenován na Jungmannovo náměstí a někdejší Široká ulice na ulici Jungmannovu.

## Popis
Bronzová socha sedícího učence je umístěna na 4 m vysokém kamenném soklu ze syenitu, mramoru a žuly a obklopena kruhovým záhonem s květinami. Na profilovaném a odstupňovaném základu pomníku je hranol z leštěného syenitu, na přední straně ozdobený mosazným vavřínovým věncem. Na levé straně je kovový nápis: JOSEF /JUNGMANN a na opačné straně letopočet: MDCCCLXXVII. Na zadní straně je pod znakem spolku Svatobor nápis: POSTAVIL / SVATOBOR. Hladká část podstavce je nahoře zakončena profilovanou římsou, naspodu zdobenou bronzovým vlysem s girlandou tvořenou vavřínovými festony. Horní část pomníku tvoří bohatě profilovaný podstavec sochy.
Josef Jungmann je zpodoben sedící v křesle, s mírně skloněnou hlavou a levou nohou vysunutou dopředu. V levé ruce, kterou se opírá o křeslo, drží rozvinutý svitek, pravá ruka spočívá na koleni a drží psací brk. Je oblečen do redingotu, s pláštěm přehozeným přes ramena a splývajícím vzadu k zemi.
Socha patří i díky původní skice Václava Levého k nejlepším Šimkovým dílům. Celková kompozice je dílem zkušeného umělce a nenásilně využitá drapérie pláště sceluje obrys sochy. Pomník má intimitu i velikost, je životný, aniž by byl přetížen realismem, je uměřený a přece dost slavnostní pro památku skromného učence. Kvalita sochy vynikne zejména ve srovnání s mladším pomníkem J. E. Purkyně z roku 1961, který lze považovat za nepodařenou obdobu původní Levého kompozice.
Pomník je kulturní památka České republiky evidovaná v Ústředním seznamu kulturních památek pod rejstříkovým číslem: 39804/1-1036.

### Pomníky Josefa Jungmanna
- Pískovcový pomník Josefa Jungmanna (1874), Olovnice, dle modelu Ladislava Šimka, kameník František Kdýr[9]
- Litinová bysta na kamenném soklu, před rodným domem Josefa Jungmanna, Hudlice[10]

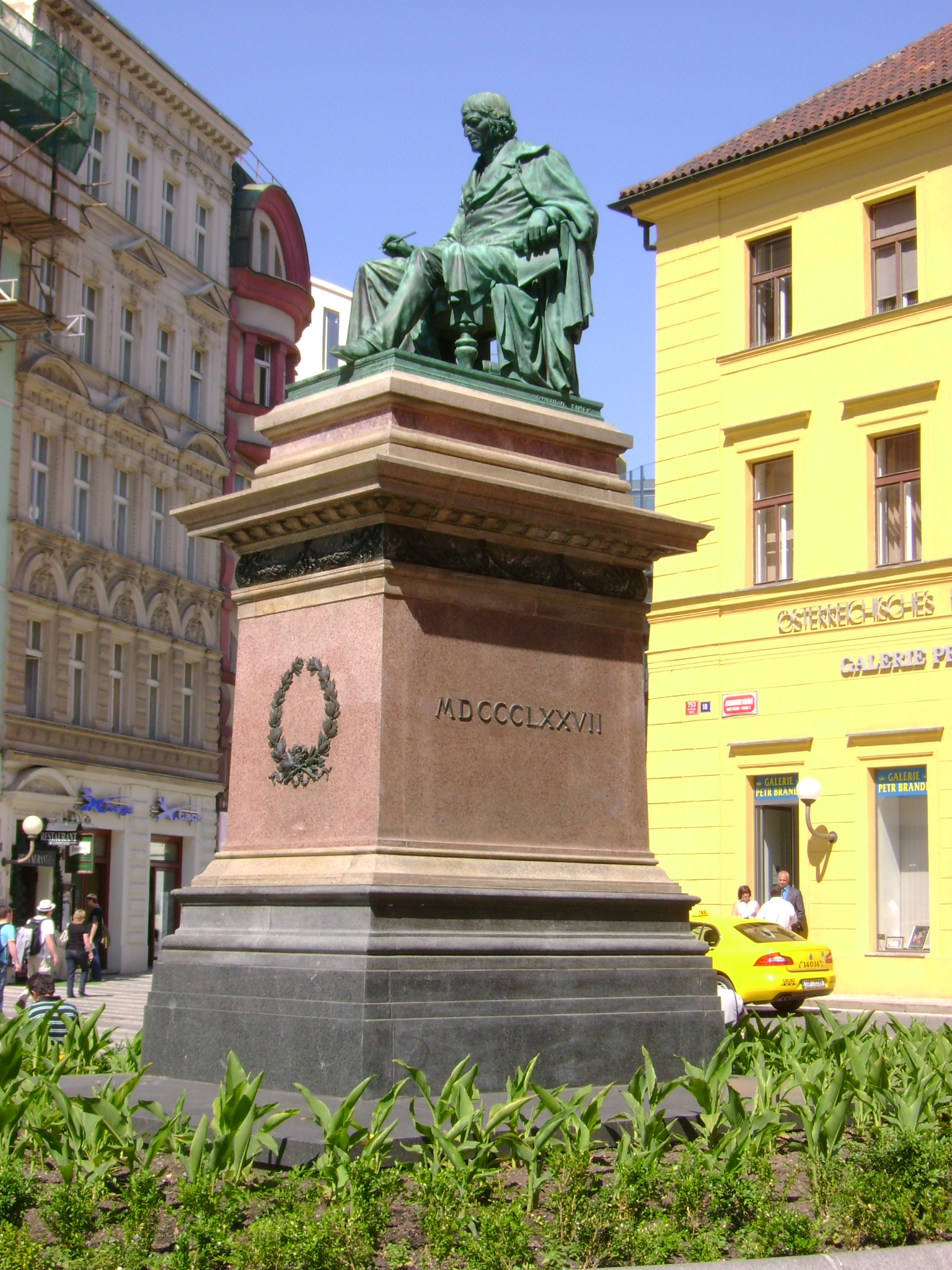
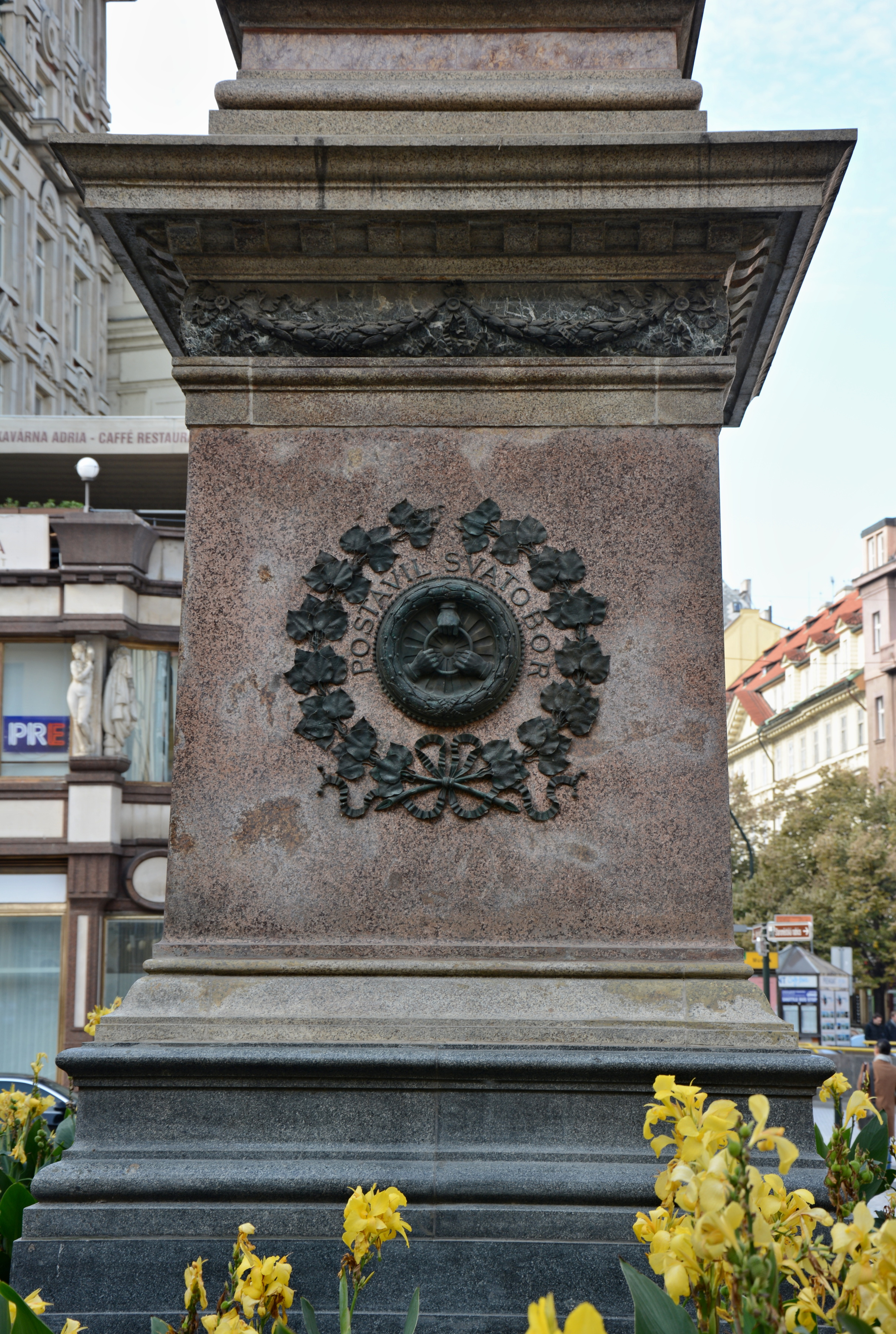
Zadní část podstavce se znakem spolku Svatobor
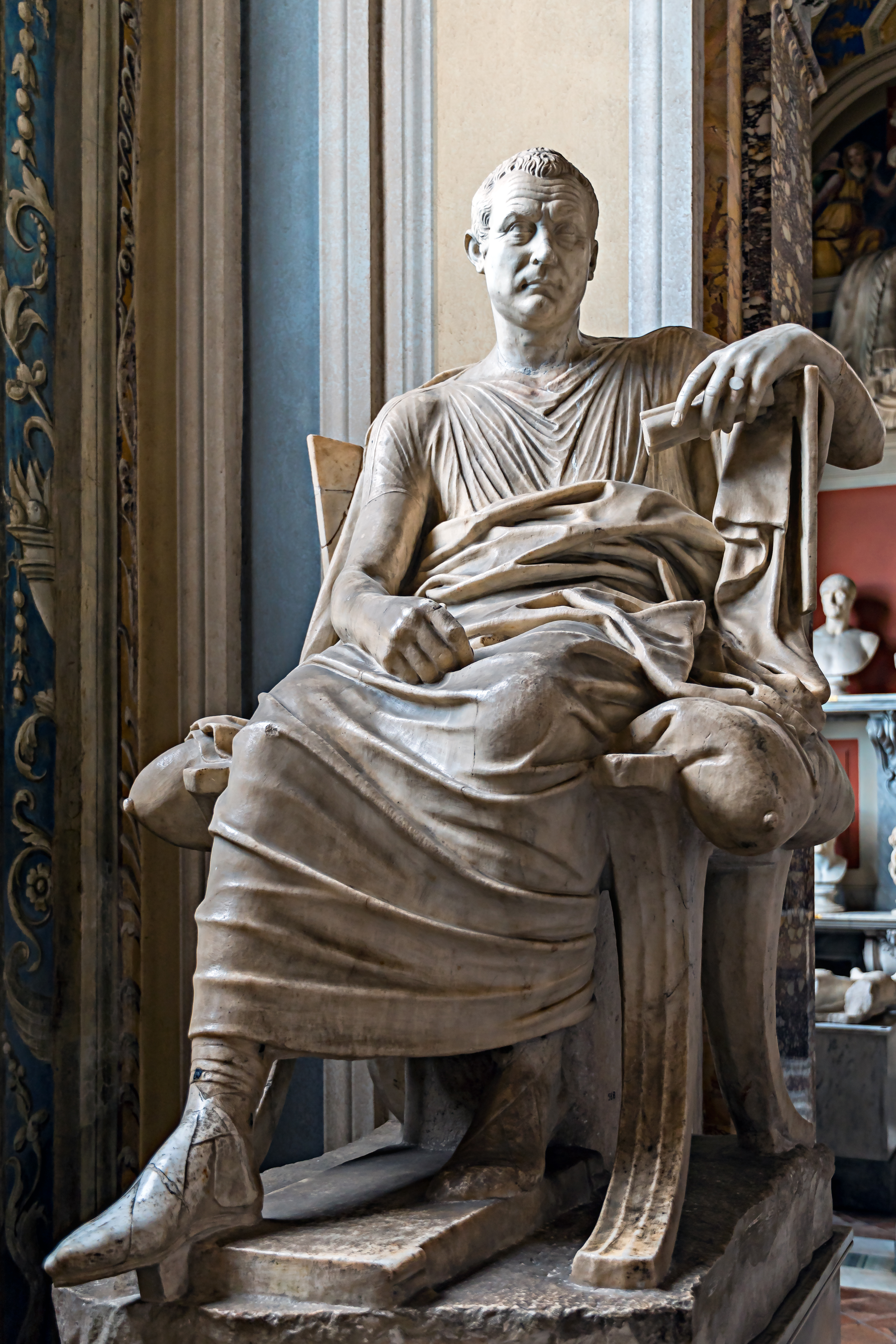
Socha Menandra, jedna z předloh pomníku
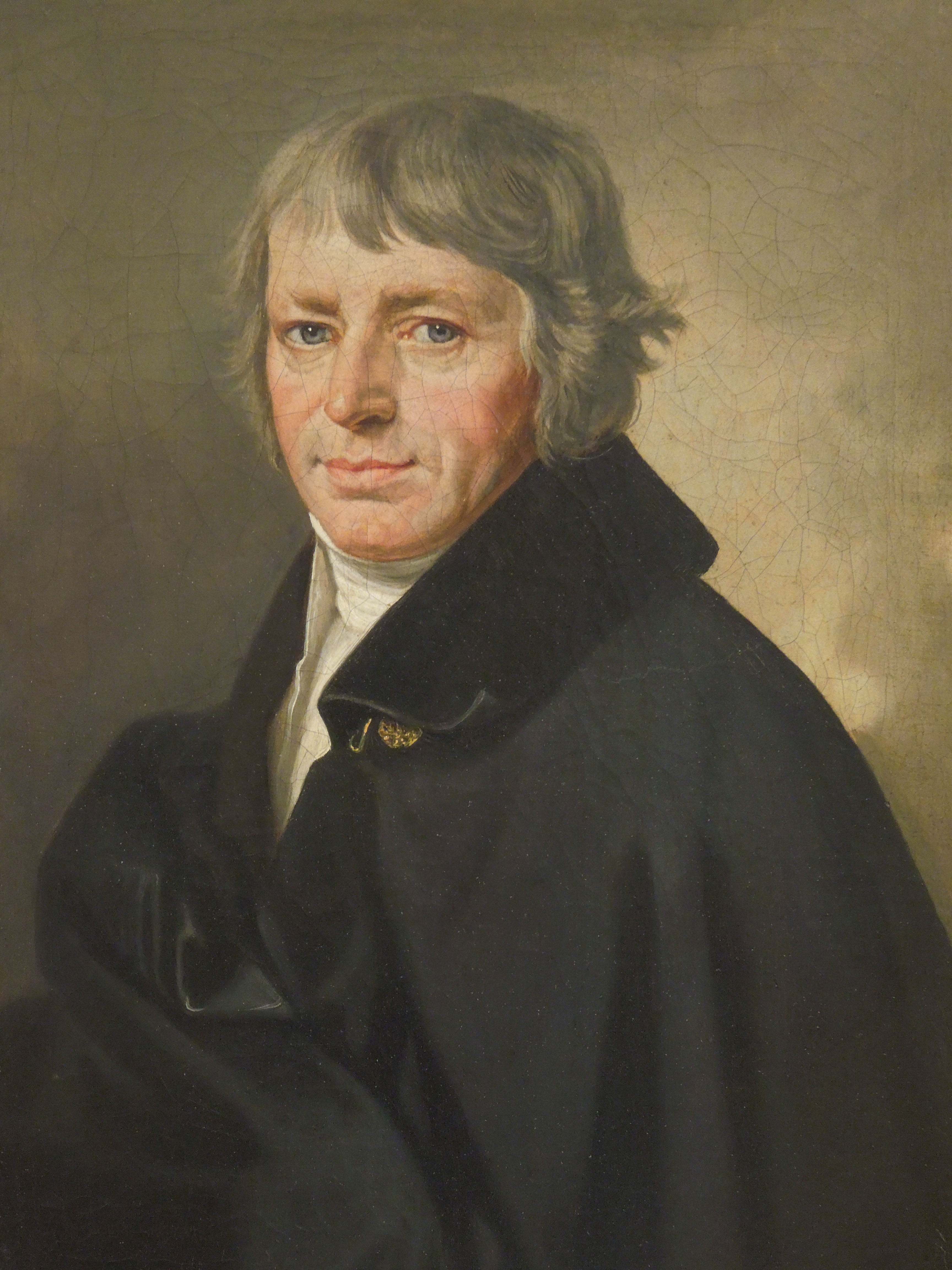
Portrét Jungmanna od Antonína Machka, předloha k zobrazení tváře